# دونی (کالیفرنیا)
دونی (به انگلیسی: Downey) شهری در شهرستان لس‌آنجلس ایالت کالیفرنیا است که در سرشماری سال ۲۰۱۰ میلادی، ۱۱۱۷۷۲ نفر جمعیت داشته‌است.